# 安曇電気

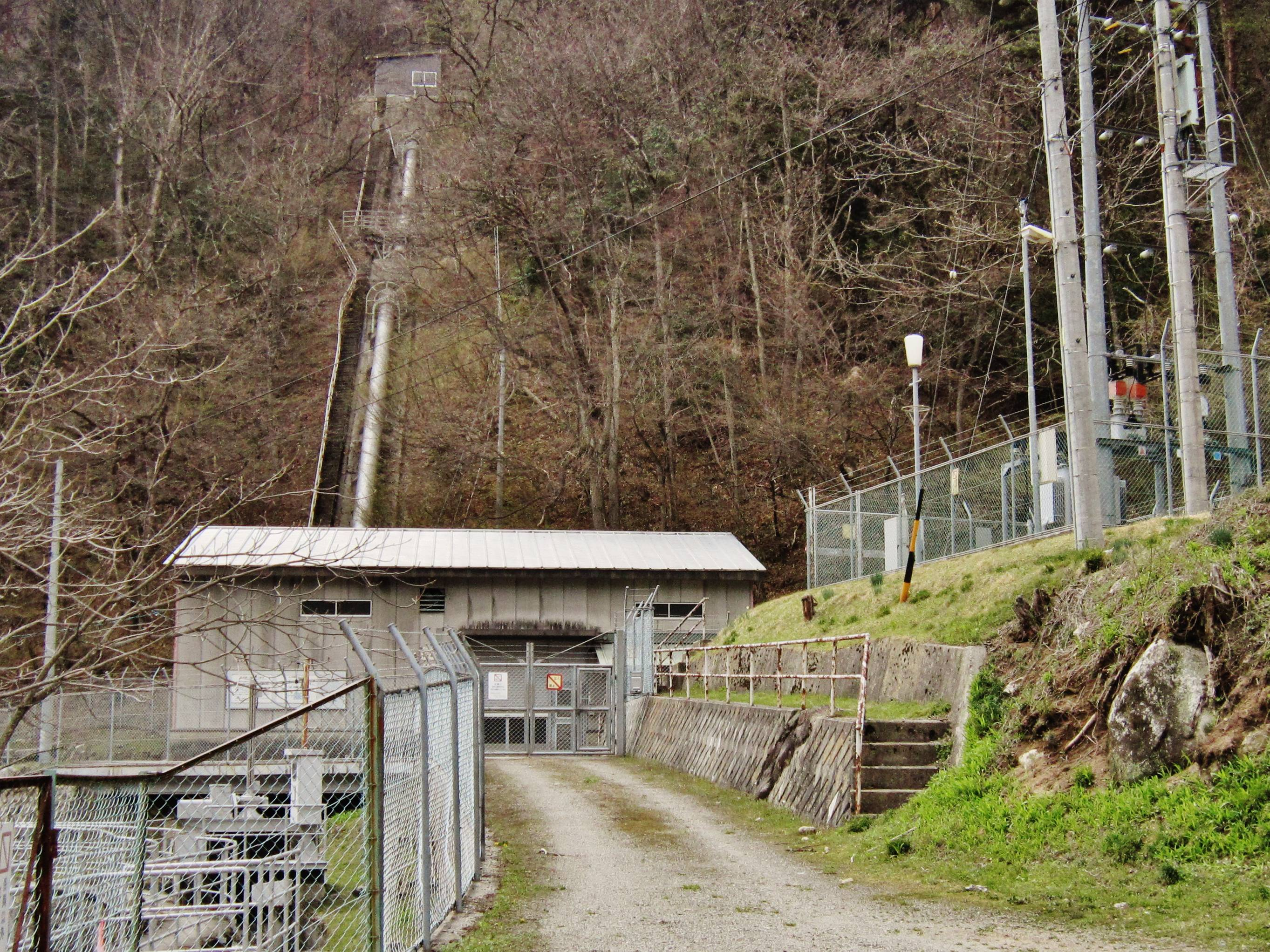
宮城第一水力発電所

安曇電気株式会社（あづみでんき）は、かつて長野県大町市に本社をおいていた日本の電力会社。1937年に諏訪電気と合併して解散した。

## 概要
- 初代社長：横沢本衛

## 供給地域
設立当時
大町、池田、東穂高、豊科の4ヶ町村
発展時
島内、南穂高、川手をはじめ南安曇、北安曇、東筑摩、更級の4郡

## 沿革
- 1902年（明治35年） - 資本金15万円をもって設立。
- 1905年（明治37年） - 6月、宮城第一水力発電所を完成。9月15日送電開始。
- 1918年（大正7年） - 6月、宮城第二水力発電所運用開始。
- 1920年（大正9年） - 12月、宮城第三水力発電所運用開始。
- 1923年（大正12年） - 犀川発電所（明科発電所）にて発電をするための水を取り入れる犀川ダムを建設。
- 1925年（大正14年） - 12月、中房第四水力発電所運用開始。
- 1926年（大正15年） - 小谷電灯を合併。
- 1927年（昭和2年） - 姫川電気企業を合併。6月、中房第五水力発電所運用開始。
- 1935年（昭和10年） - 姫川第二ダムを完成させ、姫川第二発電所運用開始。
- 1937年（昭和12年） - 諏訪電気と合併して安曇電気解散。諏訪電気が承継法人となり信州電気株式会社に改称。

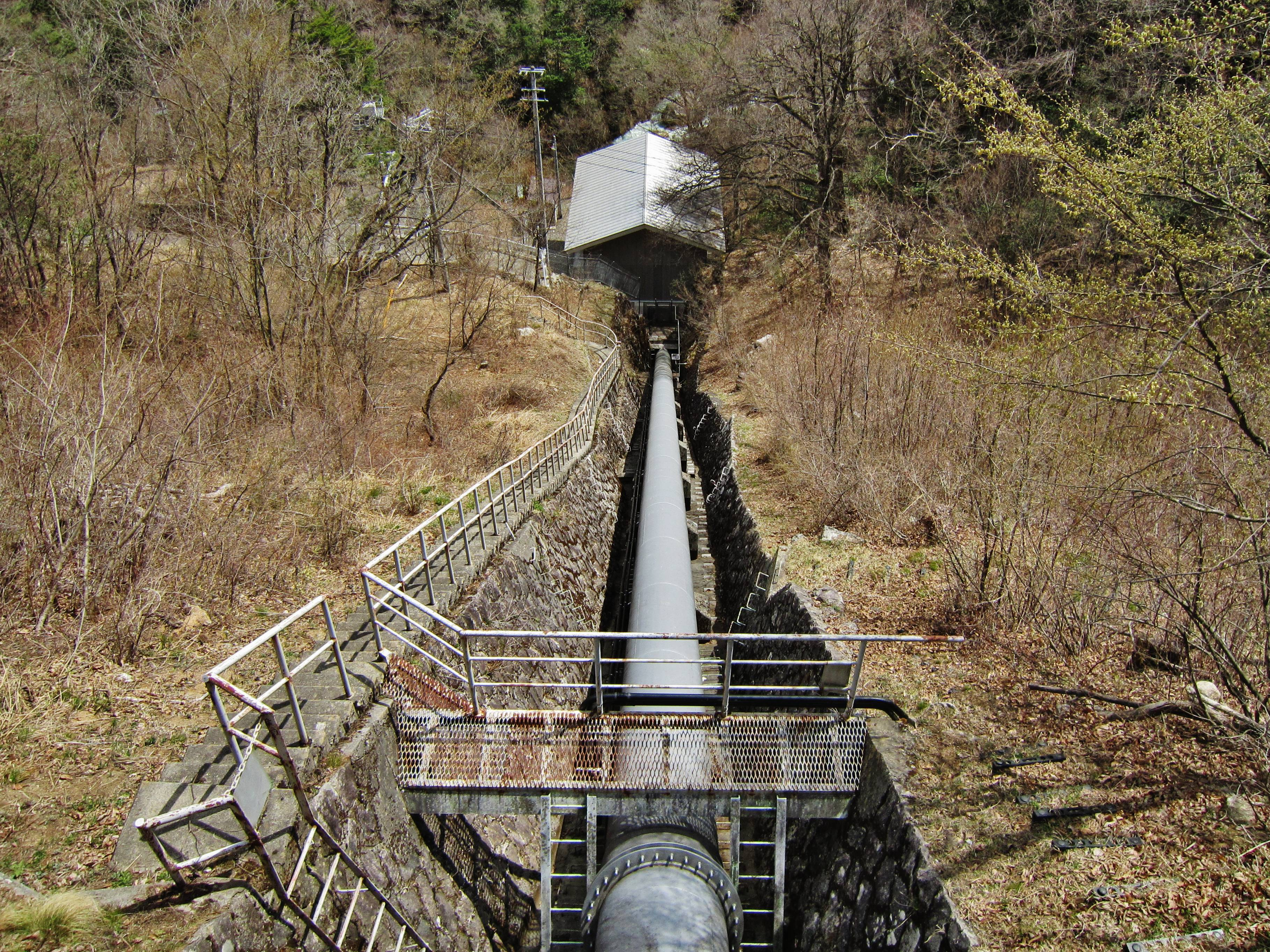
宮城第二水力発電所
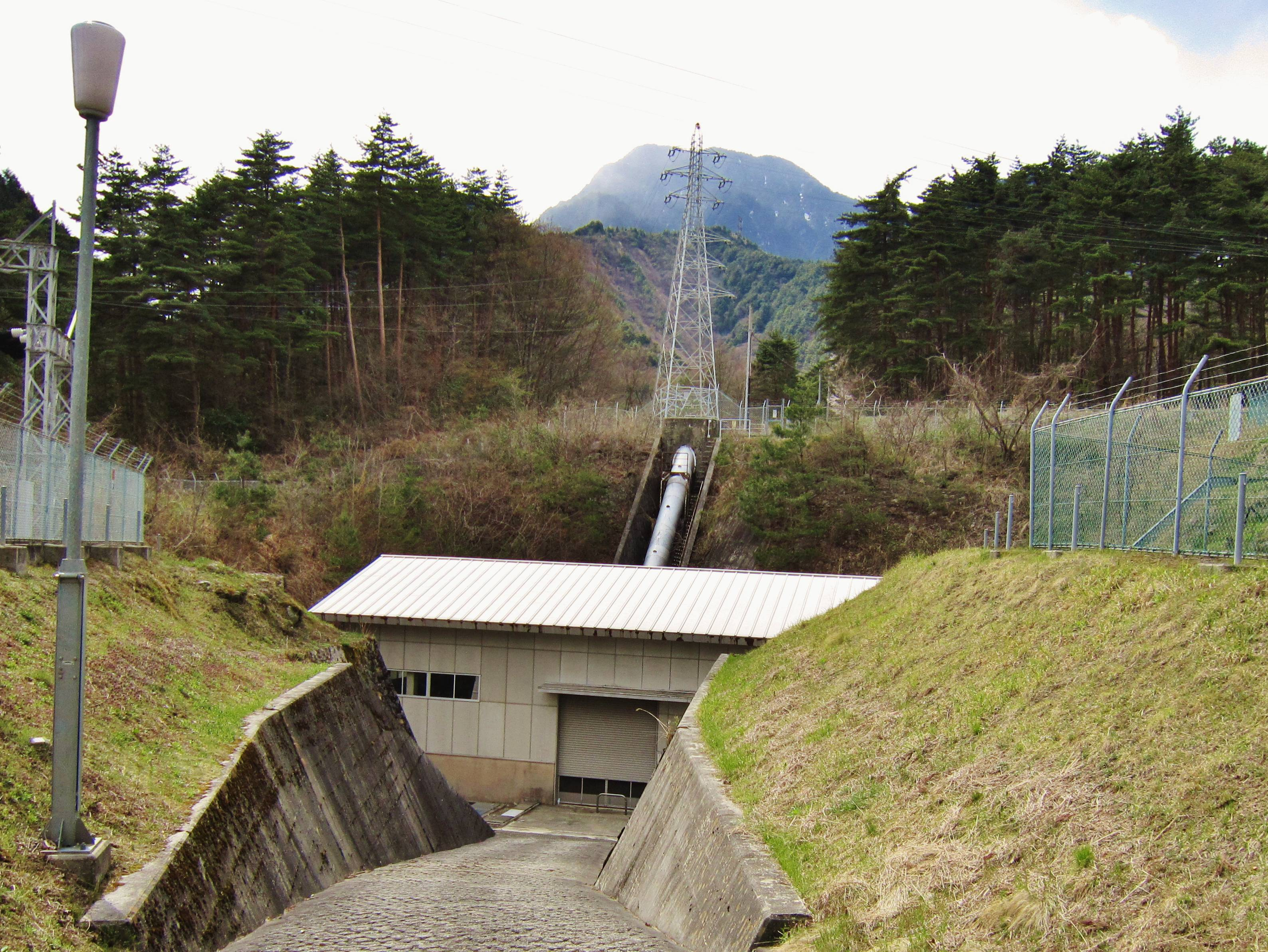
宮城第三水力発電所
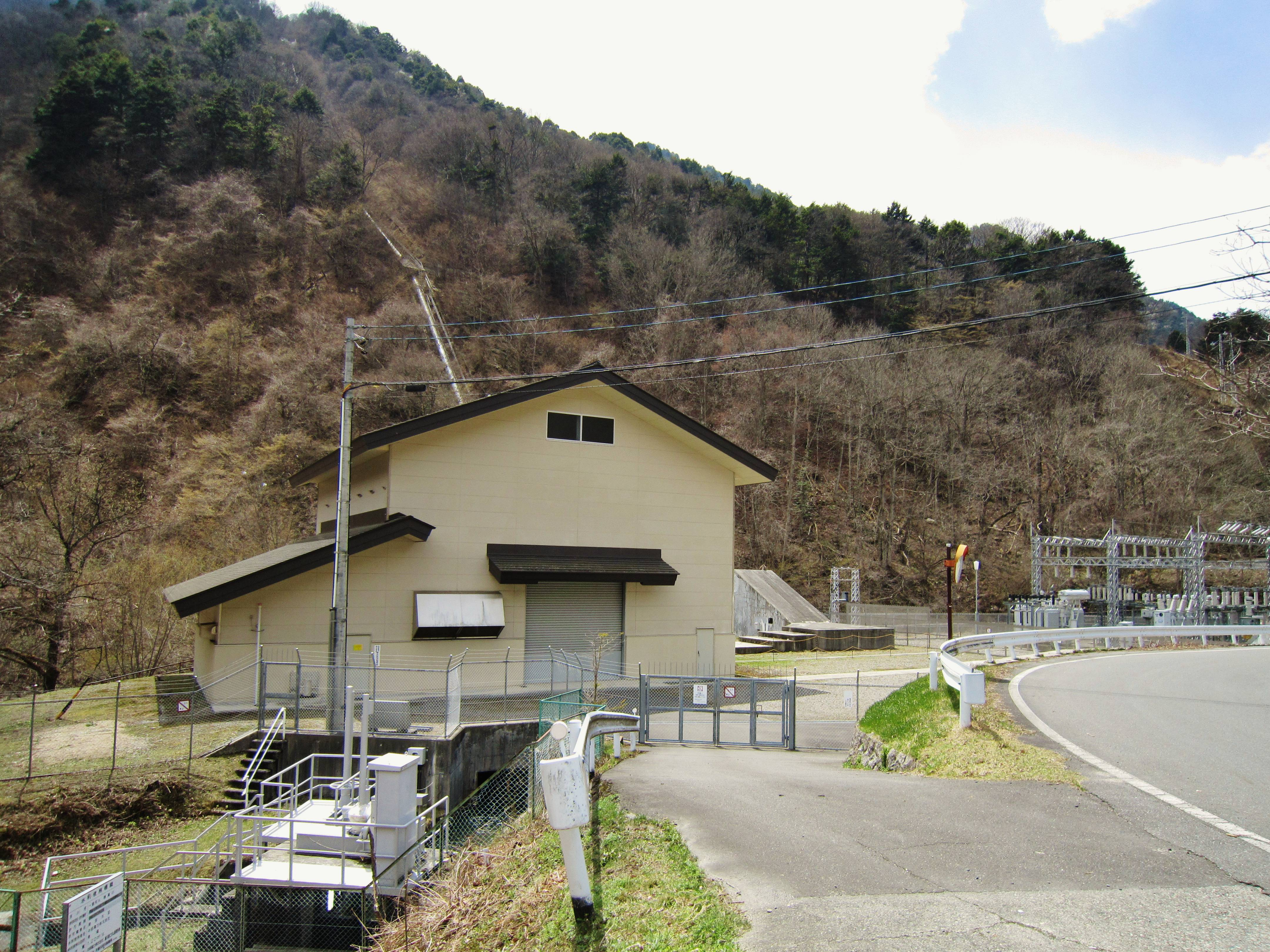
中房第四水力発電所
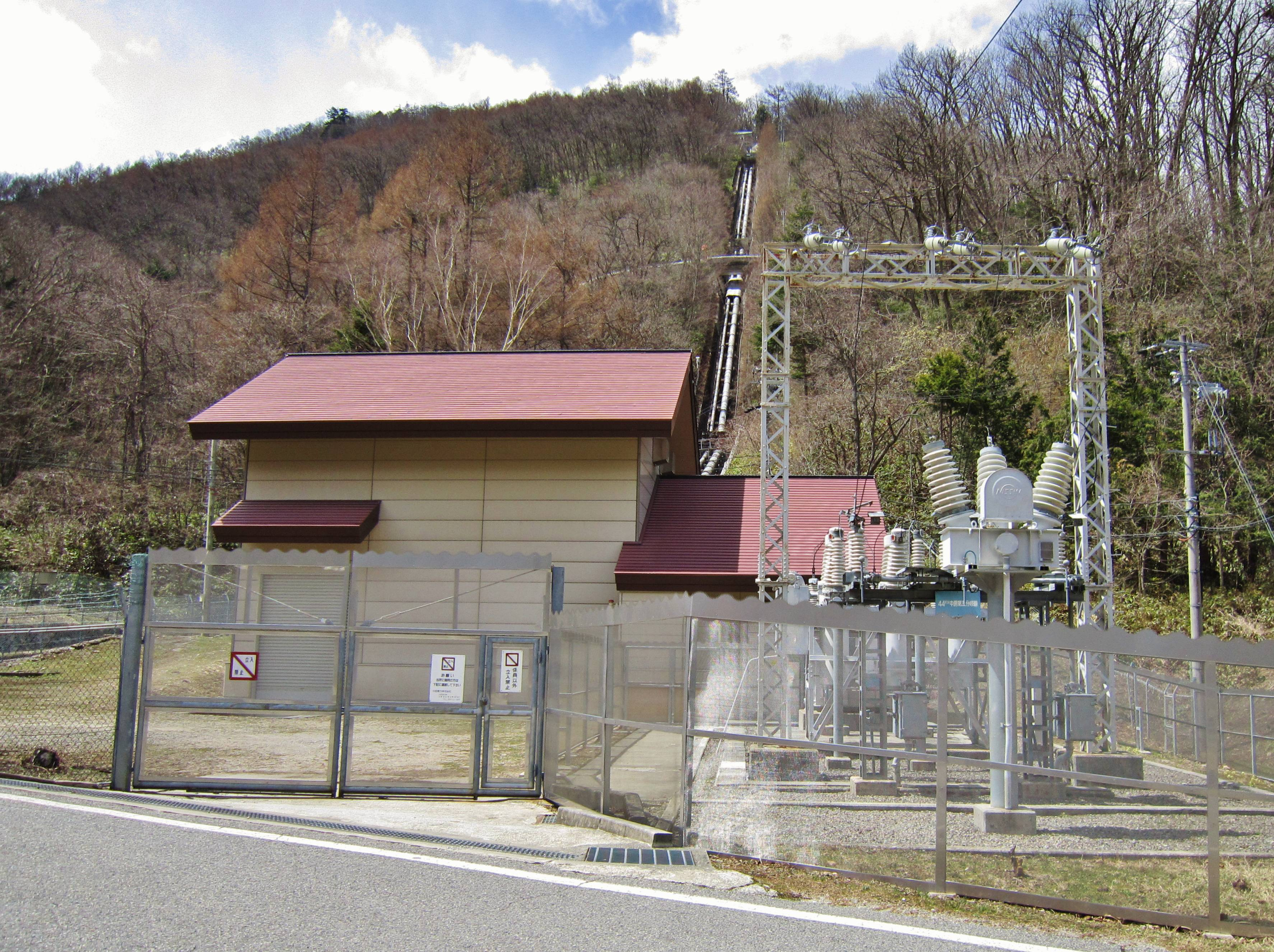
中房第五水力発電所
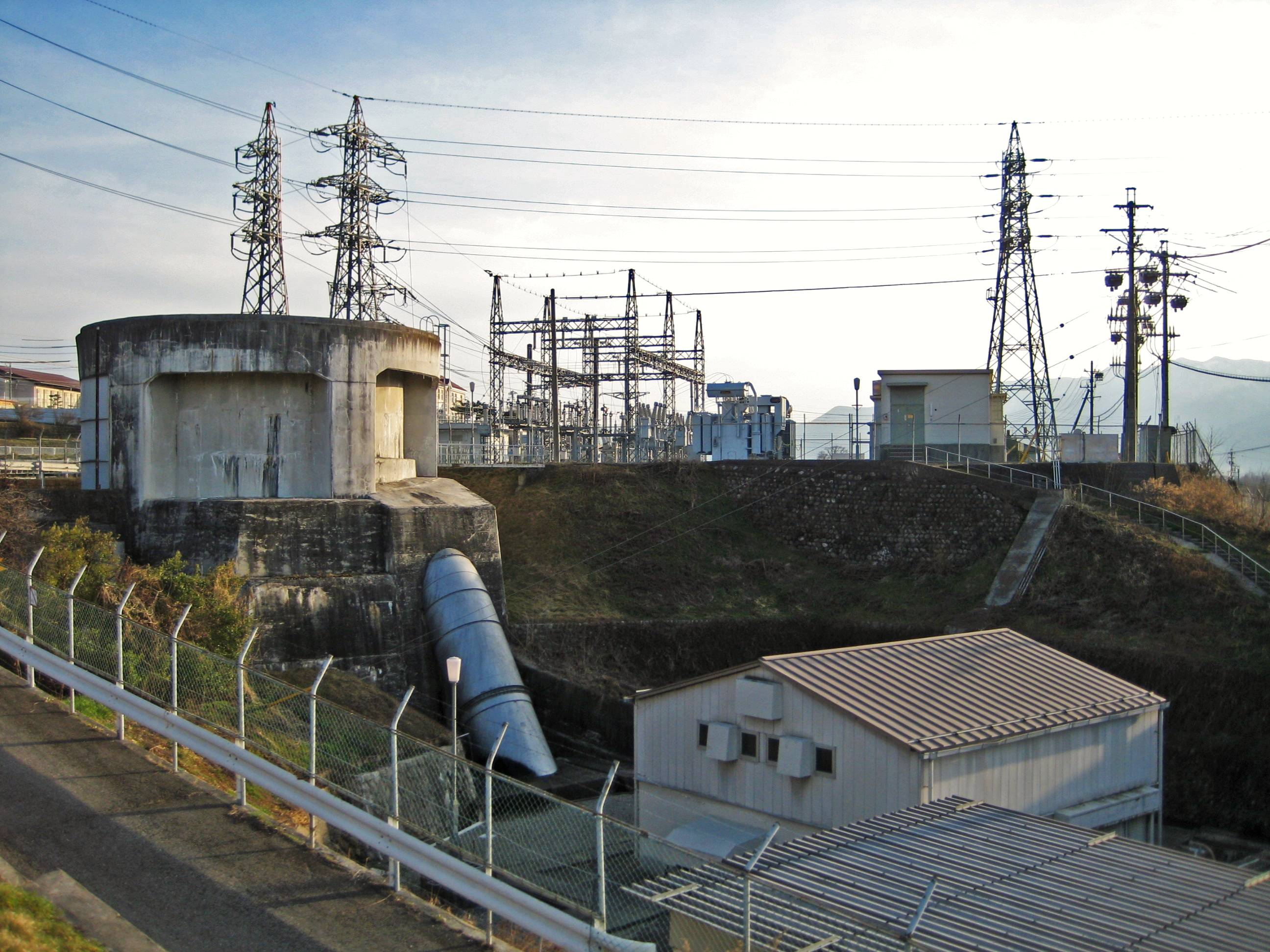
犀川発電所
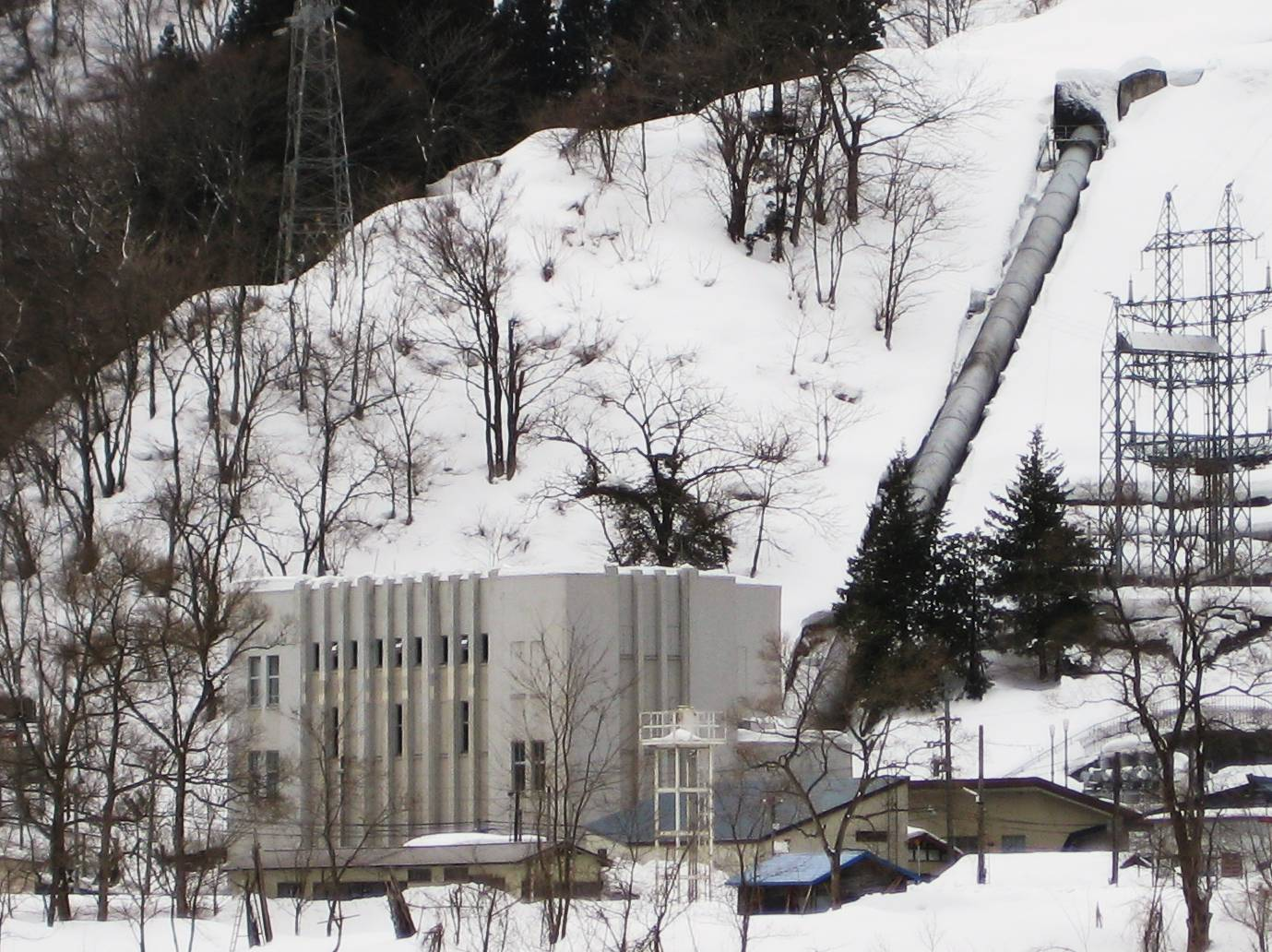
姫川第二発電所